# 朐䏰县
朐䏰县，中国古县名。
西晋时改朐忍县置朐䏰县，治所在今重庆市云阳县（磨盘寨）东。属益州巴东郡。东晋巴东郡改属荆州。刘宋、南齐、南梁沿置，梁武帝大同三年（537年），巴东郡属于信州。西魏废帝三年（554年），西魏夺得巴东郡朐䏰县。北周时改朐䏰县为云安县，巴东郡郡治迁移到朐䏰县。